# Tokin

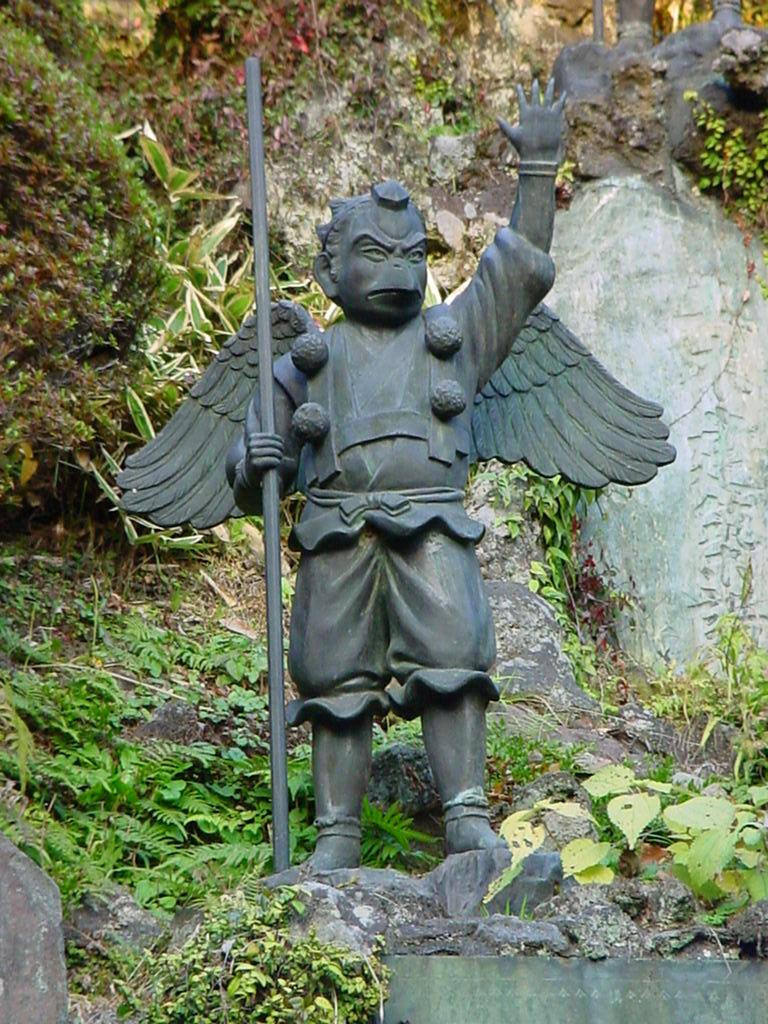
Statue eines Karasu-Tengu als Yamabushi mit dem Tokin auf dem Kopf, Kenchō-ji

Tokin (jap. 頭巾, dt. „Kopftuch“, 兜巾, „Helmtuch“ oder 頭襟, „Kopfkragen“) bezeichnet die Kopfbedeckung der Yamabushi-Bergasketen des Shugendō-Kultes.
Sie besteht aus schwarzem Stoff und besitzt häufig zwölf Falten, je eine für eine der 12 buddhistischen Tugenden (nidāna). Während der Kamakura-Zeit bedeckte sie noch den ganzen Kopf wurde mit der Zeit aber immer kleiner, bis sie in der Edo-Zeit ihre heutige Form erreichte und auf der Stirn getragen wird.

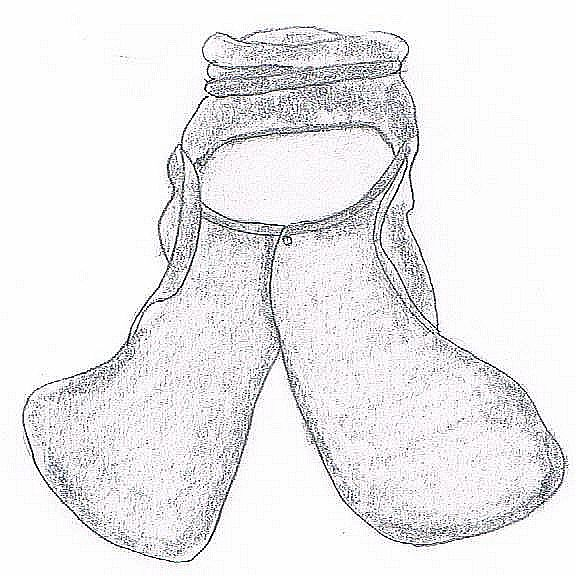
Tokin als Lederhelm

Bei den Kriegermönchen (Sōhei) wurde als Teil von deren Rüstung eine Abwandlung als Lederhelm getragen. Von oben gesehen ist dieser im Mittelteil rund und an der Vorder- und Rückseite gerade. Dicke Lederabnäher verstärken den Helm auf der Oberseite und an den Rändern. Er ist zum Transport zusammenlegbar und verbraucht so nur wenig Platz im Marschgepäck. Der Helm reicht hinab bis zu den Schultern des Trägers und liegt auf diesen auf. Auf der Vorderseite sind unterhalb des Gesichtes zwei Lederlappen rechts und links angebracht, die den Halsbereich schützen. Die Befestigung am Kopf erfolgte mit Schnüren.